# Sechs-Seen-Platte
Die Sechs-Seen-Platte ist ein etwa 283 Hektar großes Naherholungsgebiet im Duisburger Süden mit einer Wasserfläche von rund 150 Hektar. Das Areal umfasst eine weitläufige Seen- und Naturlandschaft mit insgesamt sechs teils verbundenen Baggerseen. Die Sechs-Seen-Platte ist eines der größten Freizeit- und Erholungsgebiete in der Region und wird sowohl von Einheimischen als auch von Besuchern geschätzt.

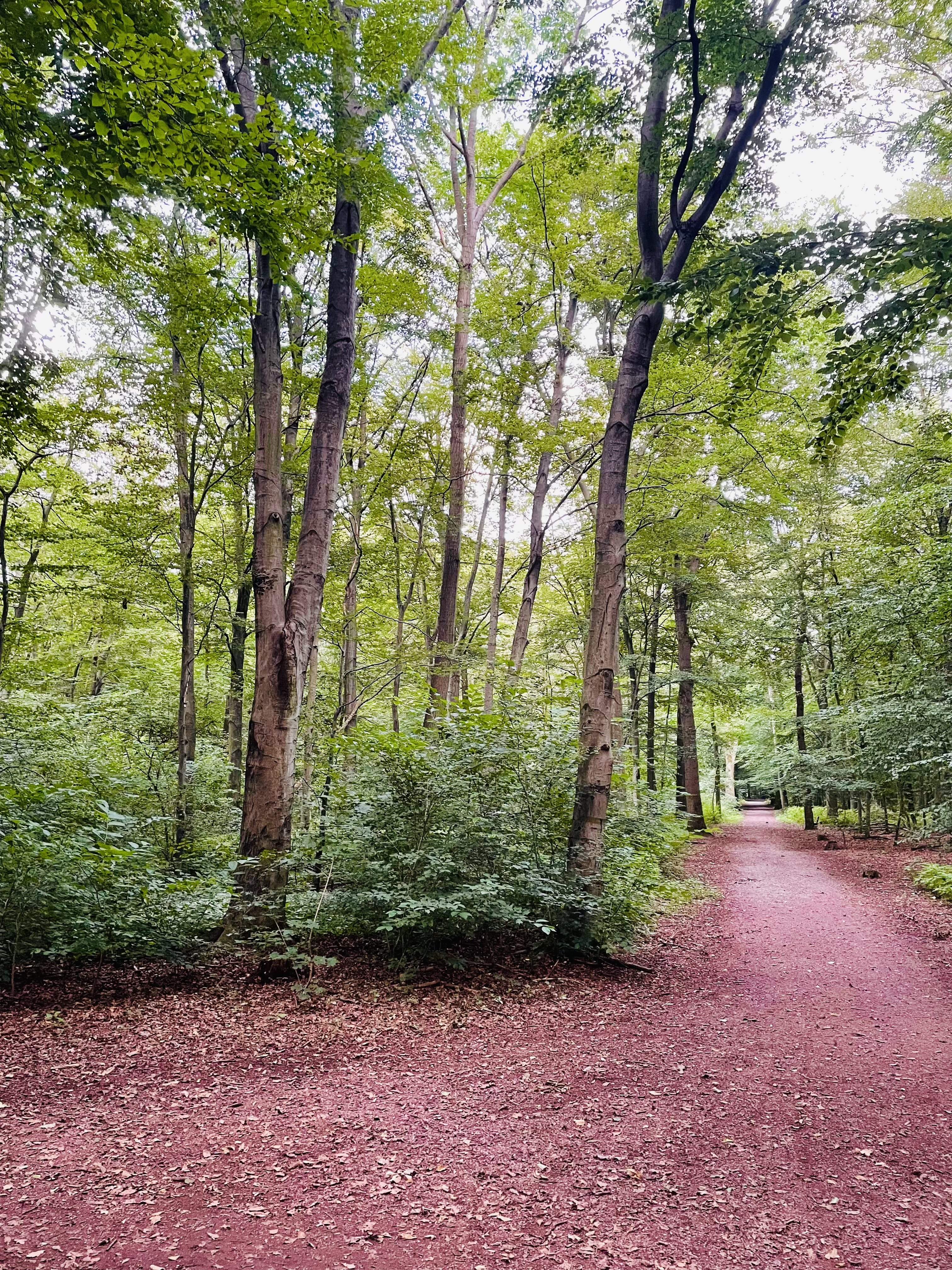
Waldweg an der Sechs-Seen-Platte

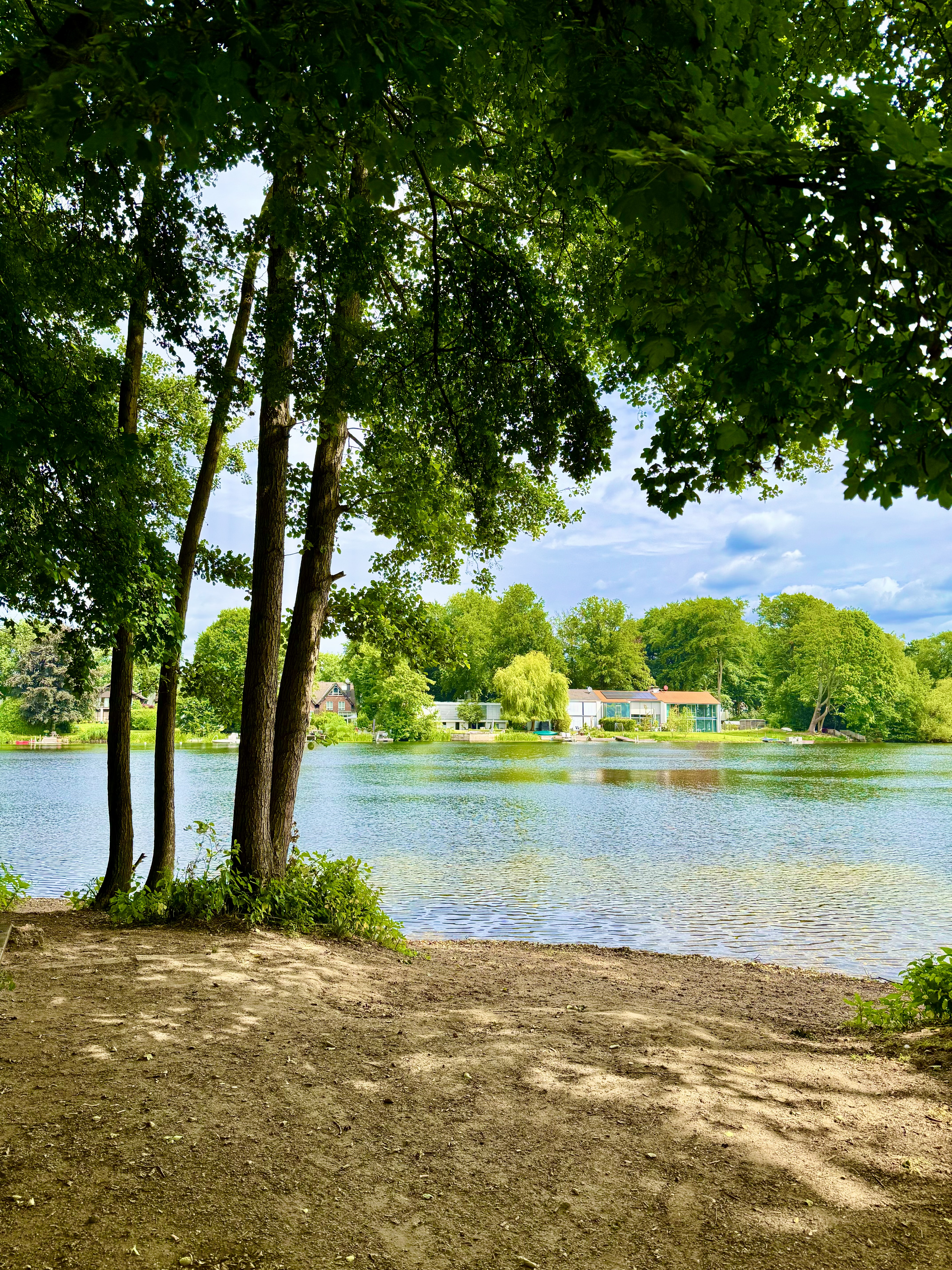
Uferbereich am Wambachsee

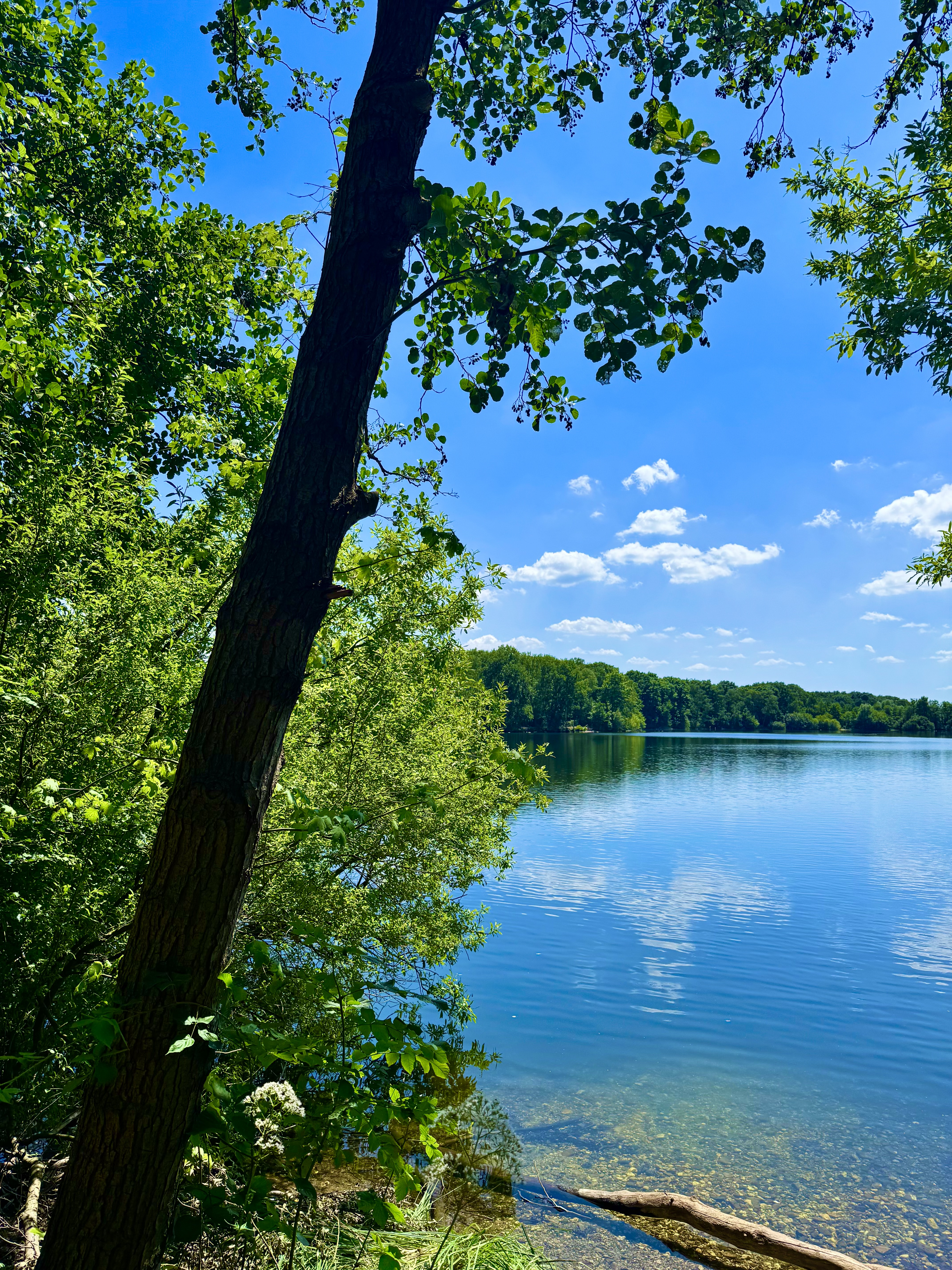
Blick auf den Böllertsee

## Geografie
Die Sechs-Seen-Platte befindet sich im südlichen Teil der Stadt Duisburg in Nordrhein-Westfalen, Deutschland. Das gesamte Gebiet erstreckt sich dabei größtenteils entlang der Stadtteile Wedau, Buchholz und Großenbaum.
Die sechs Seen, die das Gebiet prägen, sind:
- Wolfssee
- Masurensee
- Böllertsee
- Wildförstersee
- Wambachsee
- Haubachsee

Die Sechs-Seen-Platte zeichnet sich durch ihre landschaftliche Vielfalt aus, die neben den Gewässern auch Sandstrände, Wander- und Radwege sowie dichte Wälder und großzügige Grünflächen umfasst. Das gesamte Gebiet ist ein beliebtes Ziel für Erholung und Aktivitäten in der Natur.
Der Masurensee und der Wolfssee sind miteinander verbunden, ebenso fließen der Wolfssee und der Wildförstersee ineinander über. Außerdem besteht zwischen dem Masurensee und dem Wambachsee eine unterirdische Kanalverbindung. Der Böllertsee und der Haubachsee besitzen keine Verbindung zu den umliegenden Seen.
Der etwa 9 Kilometer lange Wambach, der 22 Kilometer lange Dickelsbach, ein Zufluss des Rheins, sowie der kleinere Haubach durchfließen auf ihrem Weg ebenfalls einen Teil der Sechs-Seen-Platte. 

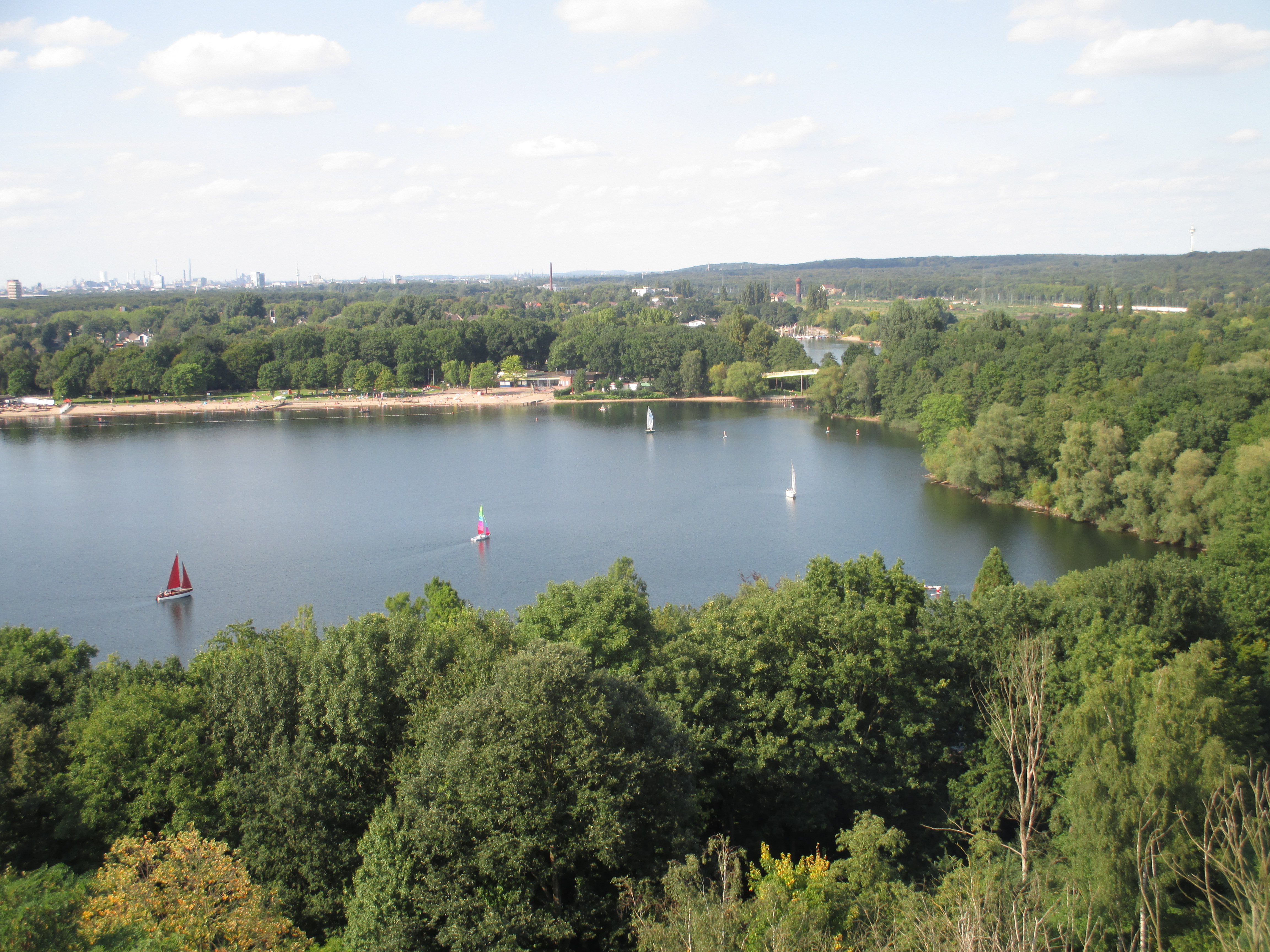
Blick auf den Wolfssee

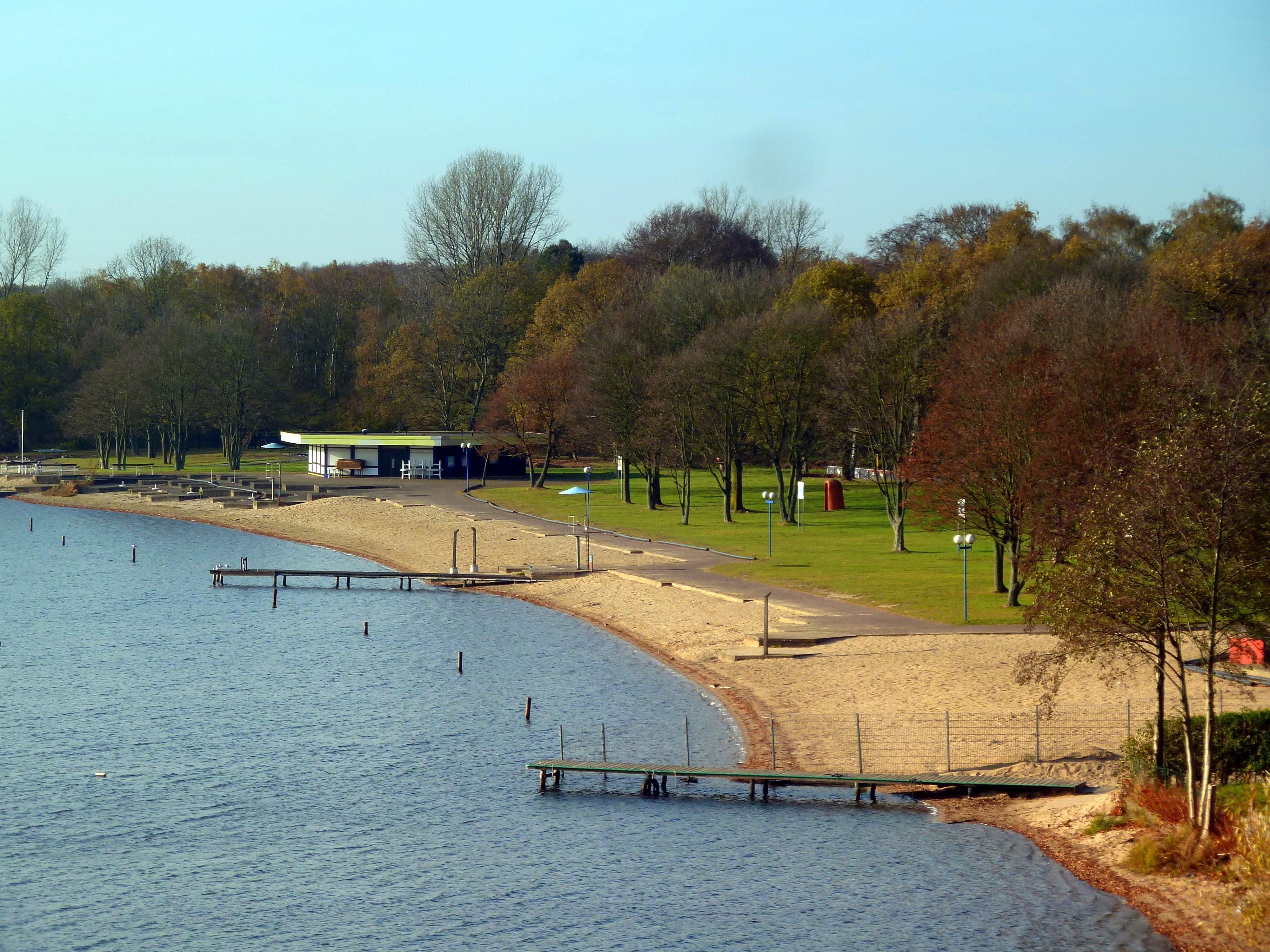
Strandbad Wolfssee

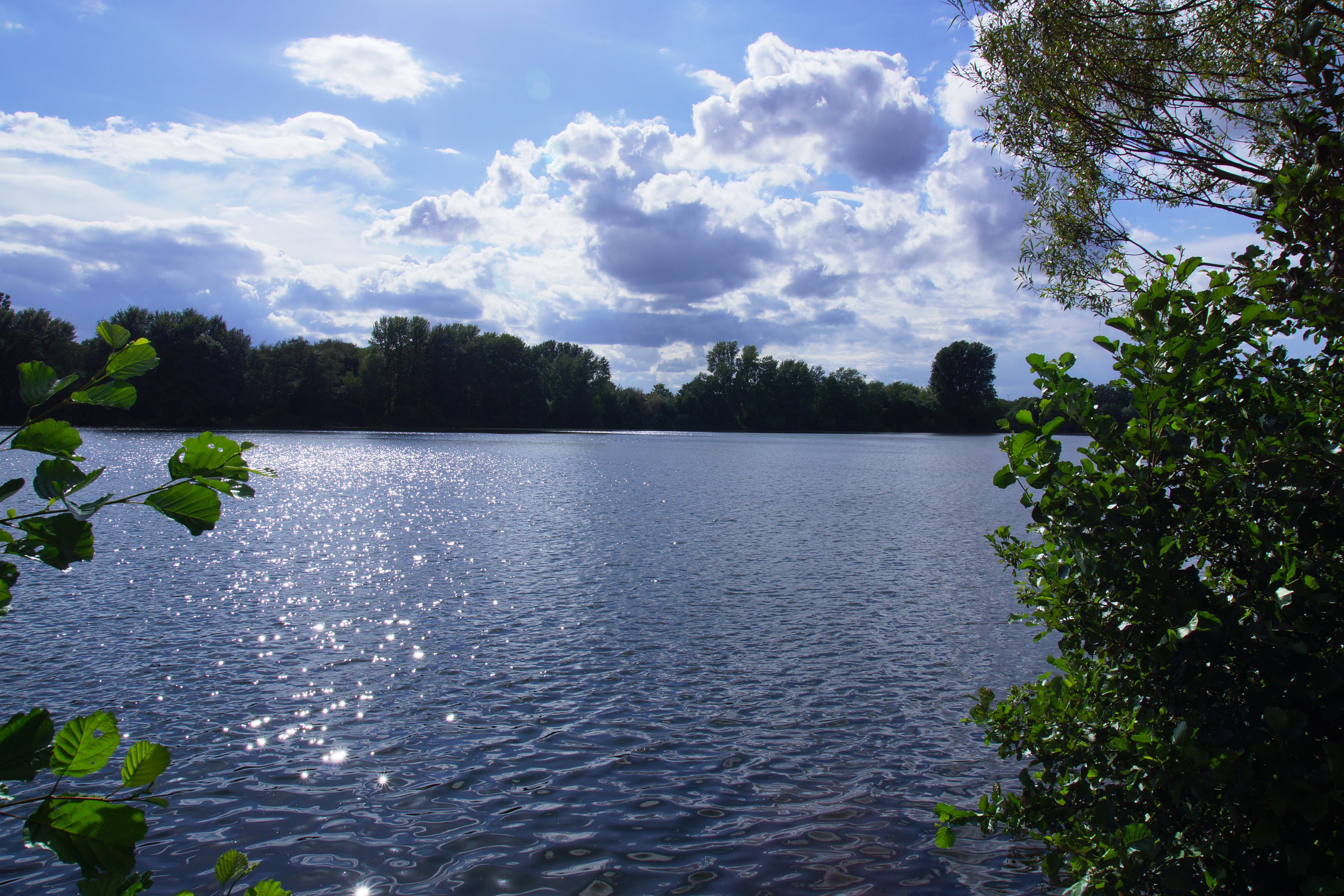
Blick auf den Wambachsee

## Nutzung
Die Sechs-Seen-Platte bietet zahlreiche Freizeitmöglichkeiten. Dazu gehören unter anderem:
- Baden: Das Freibad am Wolfssee bietet mit seinem 450 Meter langen Sandstrand und 30.000 Quadratmeter Liegefläche eine großzügige Bademöglichkeit. In den anderen Seen ist das Baden jedoch nicht gestattet.[3]
- Wassersport: Auf den Seen sind verschiedene Wassersportarten wie Segeln, Rudern, Stand Up Paddling (SUP) oder Windsurfen möglich. Darüber hinaus gibt es auch einen Tretbootverleih. Der Wambachsee ist der einzige See der Sechs-Seen-Platte, in dem das Tauchen gestattet ist. Der See ist auch Ausbildungsstätte des Verbandes Deutscher Sporttaucher.[4]
- Wandern und Radfahren: Rund um die Seen führen zahlreiche Wander- und Radwege, die durch die naturnahe Landschaft verlaufen. Insgesamt gibt es rund 25 Kilometer Wander- und Radwege entlang der Sechs-Seen-Platte.
- Angeln: Einige der Seen sind zum Angeln freigegeben und bieten einen vielfältigen Fischbestand, darunter Hecht, Zander, Karpfen, Wels und weitere Arten. Dabei müssen jedoch spezielle Regelungen und Vorschriften beachtet werden, um den Fischbestand zu schützen und das ökologische Gleichgewicht der Gewässer zu erhalten. Ohne gültigen Fischereischein ist das Angeln grundsätzlich verboten.[5]
- Golf: Der Niederrheinische Golfclub e. V. liegt innerhalb der Sechs-Seen-Platte und wurde 1959 gegründet. Der Club verfügt über einen 9-Loch-Golfplatz mit Driving-Range und bietet Spielern aller Leistungsstufen sportliche Herausforderungen und fördert den Nachwuchs. Der Club organisiert regelmäßig Turniere und bietet für Mitglieder im Clubhaus gastronomische Angebote.[6]
- Gastronomie und Grillplätze: Das Freibad am Wolfssee besitzt eine eigene Gastronomie und richtet in den Sommermonaten auch kleinere Veranstaltungen und Festivals aus. Eine weitere gastronomische Einrichtung und Eventlocation befindet sich am Masurensee. Ein ausgewiesener Grillplatz, welcher gemietet werden kann, liegt am südöstlichen Ufer des Wolfssee.
- Spielplatz: Zwischen dem Böllertsee und dem Wambachsee befindet sich ein großer Wald- und Wasserspielplatz mit zahlreichen Spielgeräten und Aktivitätsmöglichkeiten für Kinder jeden Alters.
- Naturbeobachtung: Die Sechs-Seen-Platte stellt einen bedeutenden Lebensraum für zahlreiche Tier- und Pflanzenarten dar. Besonders für ornithologisch interessierte Besucher bietet sie vielfältige Möglichkeiten zur Vogelbeobachtung. In der Nähe des Wambachsees liegt die Naturwerkstatt Duisburg, die ein breites Angebot an naturkundlichen Veranstaltungen, Fortbildungen sowie Projekten für Kindergärten, Schulen und Erwachsenengruppen bereithält.[7]
- Aussichtsturm: Auf dem sogenannten Wolfsberg befindet sich ein Aussichtsturm, der mit einer Höhe von 63,1 Metern ü. N.N. zu den höchsten Aussichtspunkten im Duisburger Stadtgebiet zählt. Der Turm bietet einen 360-Grad-View, der an klaren Tagen weit über die Stadtgrenzen hinaus reicht. Besucher können von hier aus die abwechslungsreiche Landschaft der Region bestaunen, von der industriell geprägten Skyline Duisburgs bis hin zu den grünen Erholungsflächen und Gewässern im südlichen Teil der Stadt.

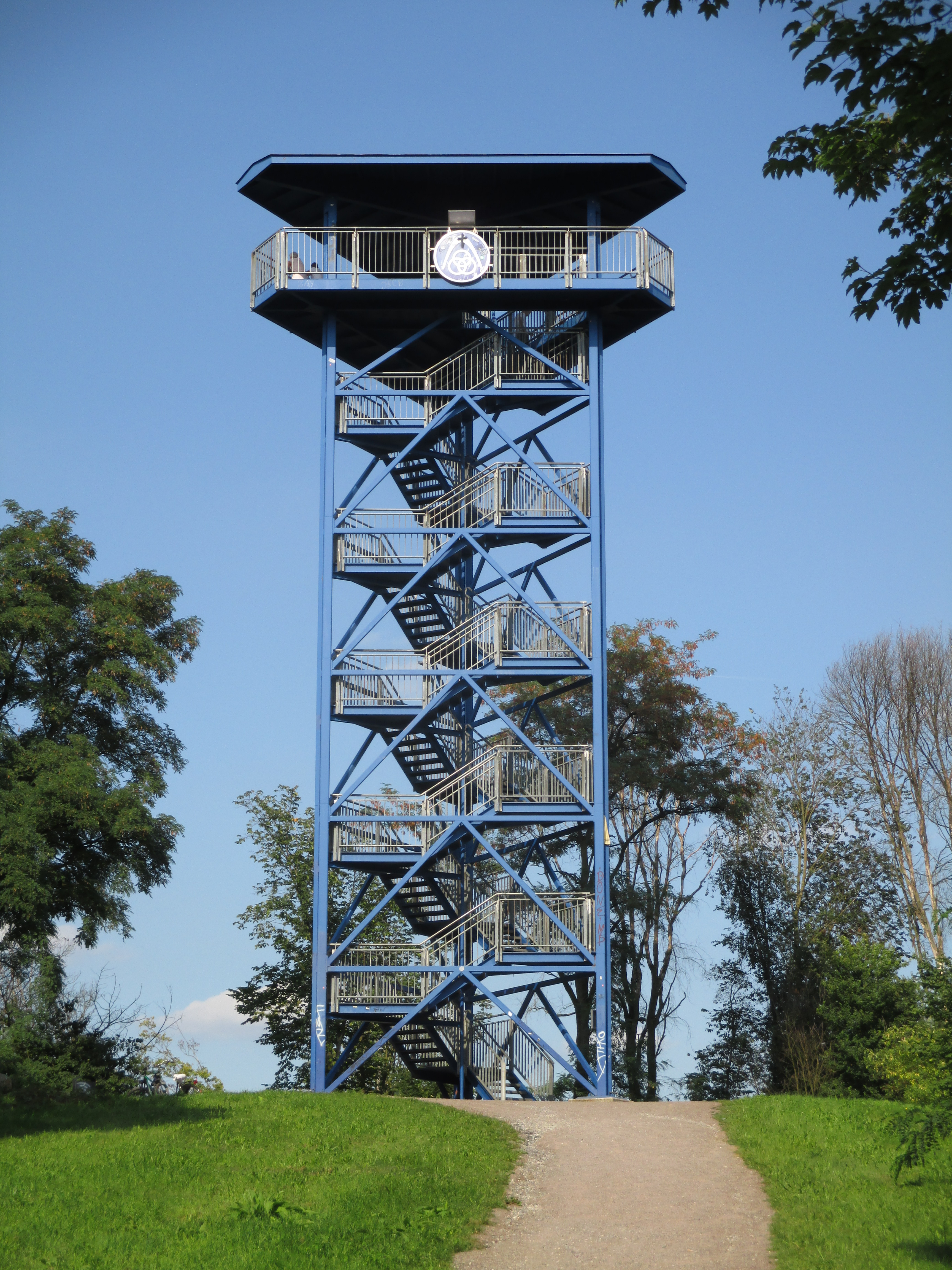
Aussichtspunkt Wolfsberg

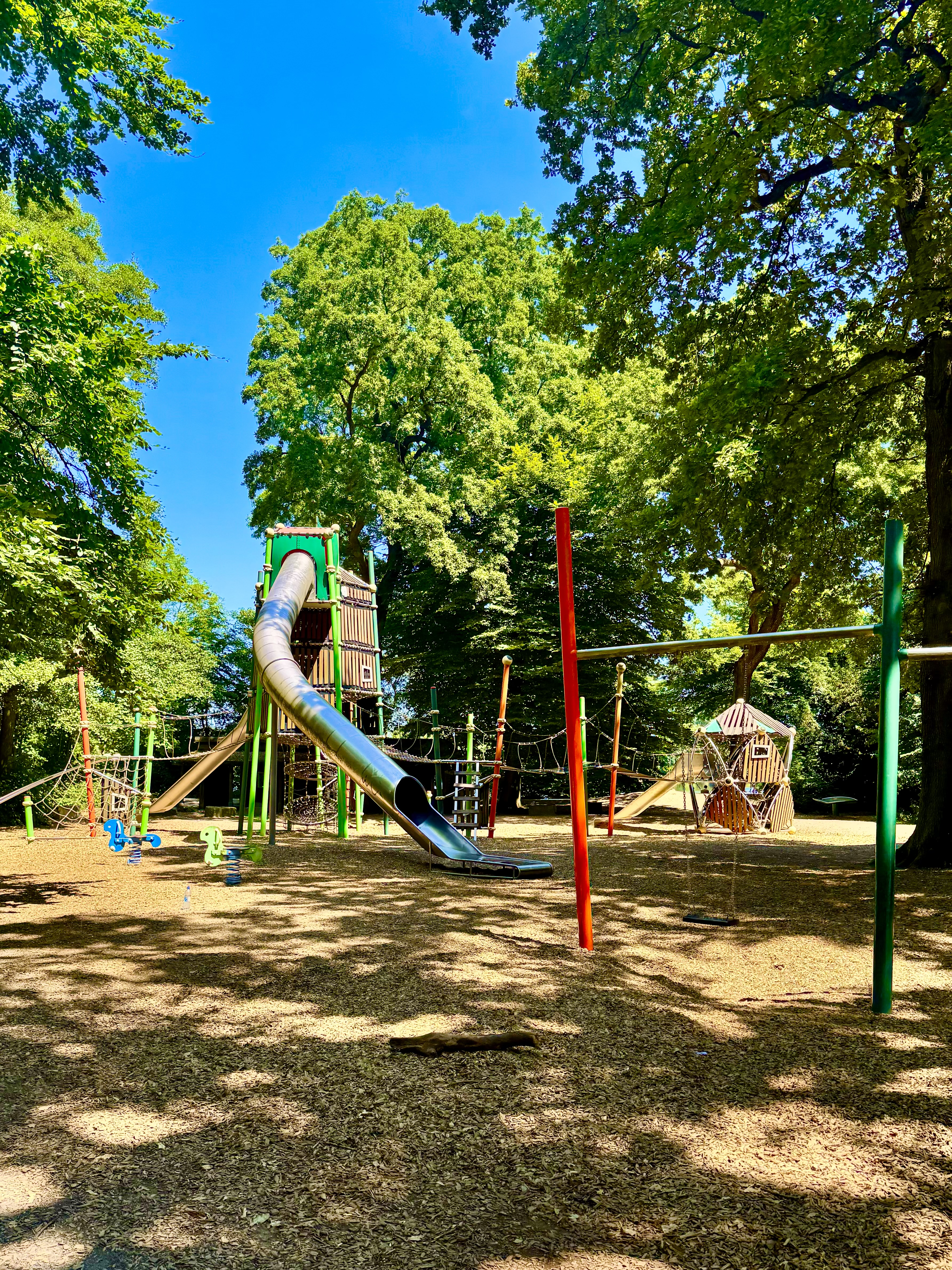
Waldspielplatz an der Sechs Seen Platte

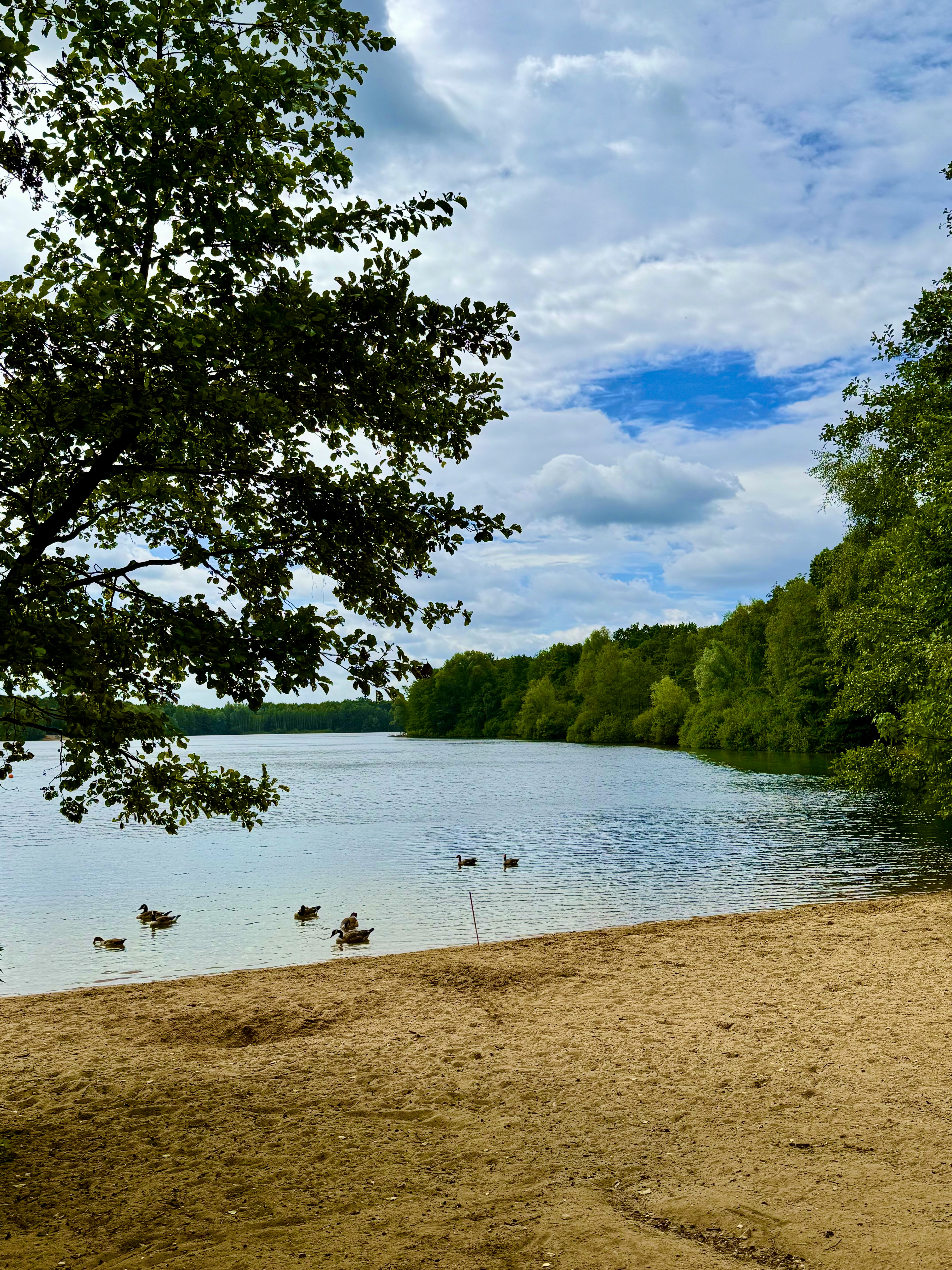
Uferbereich am Wildförstersee

## Naturschutz
Einige Teile der Sechs-Seen-Platte stehen unter Naturschutz. Die Vielfalt der Biotope und die Bedeutung des Gebiets als Lebensraum für seltene Tier- und Pflanzenarten erfordern besondere Schutzmaßnahmen.
Das Gebiet um den Haubachsee wurde nach Beendigung der Auskiesung im Jahr 2001 als Vogelschutzgewässer rekultiviert. Das gesamte Ufer des Haubachsees, einige Uferbereiche der fünf anderen Seen sowie zwei kleinere Inseln innerhalb der Sechs-Seen-Platte sind ein ausgewiesenes Naturschutzgebiet und dürfen nicht betreten werden, um die natürlichen Lebensräume zu erhalten.
In unmittelbarer Nähe zum Wambachsee befindet sich die gleichnamige Kleingartenanlage „Wambachsee“. Mit ihren Anbauflächen für Obst und Gemüse erstreckt sie sich die Anlage entlang der Eingänge zum See. In Eigenverantwortung setzen sich die Mitglieder hier für den Naturschutz ein und pflegen über 50 Gärten, die mit bunter Vielfalt und sorgsam gepflegten Pflanzen das Gelände schmücken.

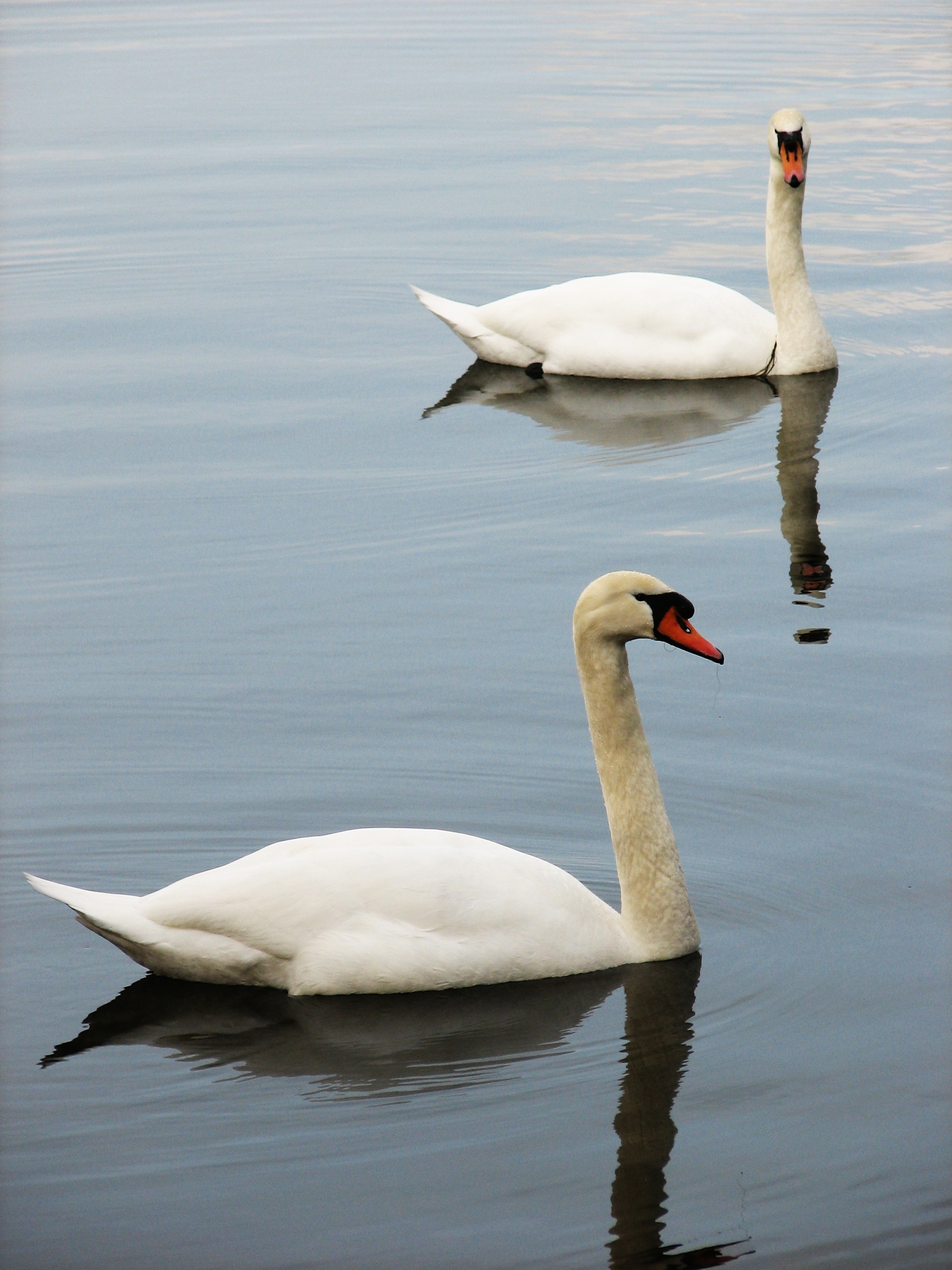
Schwäne an der Sechs-Seen-Platte

## Geschichte
Die Entstehung der Sechs-Seen-Platte begann 1912 als Sand und Kies für den Bau des Verschiebebahnhofs und einer Wohnsiedlung benötigt wurden. Im Zuge der industriellen Entwicklung und der damit verbundenen Rohstoffgewinnung wurden auch in den Folgejahren große Mengen Sand und Kies abgebaut, die für den Bau von Verkehrswegen und Industriebauten benötigt wurden. Durch den fortschreitenden Kiesabbau entstanden tiefe Gruben, die sich allmählich mit Grundwasser füllten und so die heutigen Seen bildeten.
Ab den 1960er Jahren wurde das Gebiet sukzessive rekultiviert und zu einem Naherholungsgebiet umgestaltet. Die Waldflächen wurden aufgeforstet, und es entstanden zahlreiche Wege und Erholungsanlagen. Die Sechs-Seen-Platte konnte sich im Zuge dieser Entwicklung schnell als ein beliebtes Ziel für Freizeit- und Naturliebhaber in der Region etablieren.
Der Haubachsee wurde erst im Jahr 2001 vollständig ausgebaggert und im Anschluss überwiegend als Vogel- und Naturschutzgebiet rekultiviert.

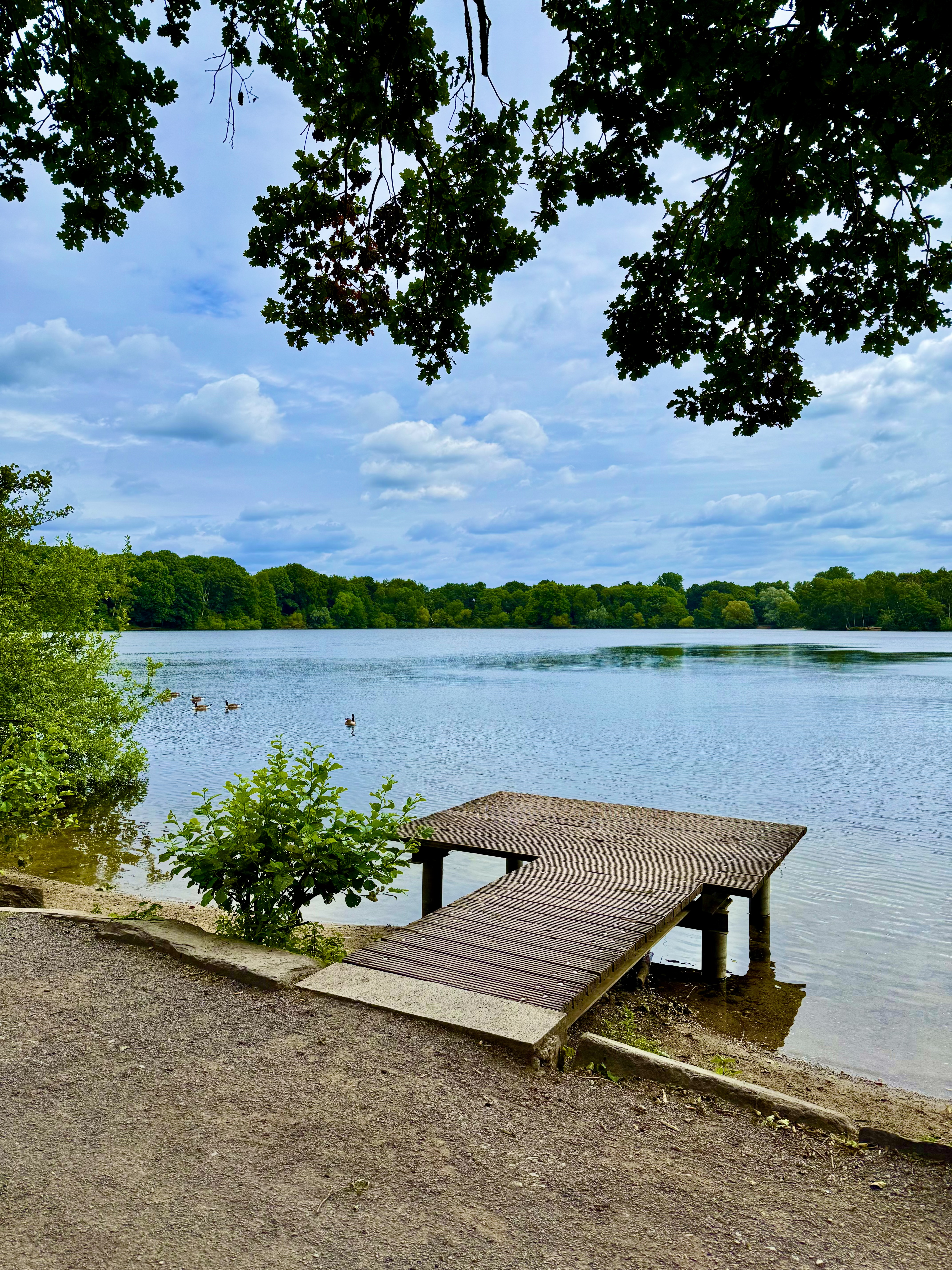
Blick auf den Böllertsee

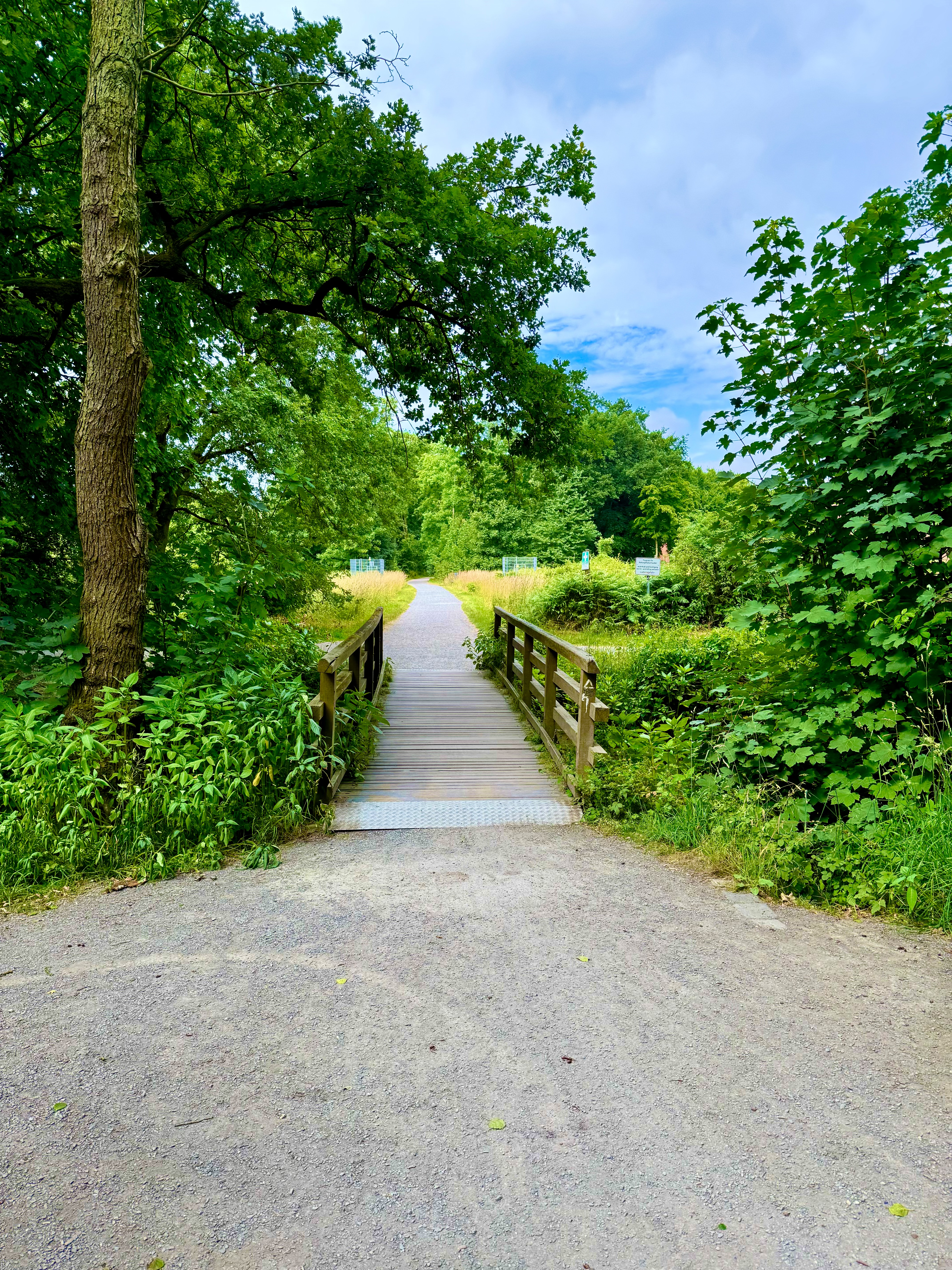
Waldweg an der Sechs Seen Platte

## Umgebung
In unmittelbarer Nähe befinden sich weitere bedeutende Gewässer, die jedoch nicht zum Gebiet der Sechs-Seen-Platte hinzugezählt werden. Der Entenfang in Mülheim an der Ruhr liegt beispielsweise nur etwa 400 Meter entfernt, wird jedoch aufgrund seiner Entstehung vor 1933 nicht zur Sechs-Seen-Platte gerechnet. 
Auch die benachbarte Regattabahn Duisburg, ein bekanntes Zentrum für internationale Wassersportwettbewerbe, gehört nicht zu dieser Seengruppe. Die beiden Gewässer sind eigenständig und haben jeweils eine besondere Nutzung und Bedeutung in der Region.

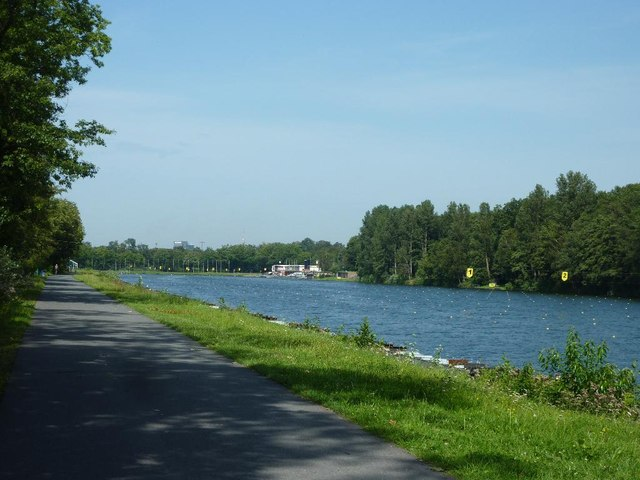
Die benachbarte Regattabahn

Die Berufsgenossenschaftliche Unfallklinik Duisburg, die im Jahr 1957 gegründet wurde, ist eine auf Unfallchirurgie und Rehabilitation spezialisierte Fachklinik in Duisburg. Sie liegt in unmittelbarer Nähe zur Sechs-Seen-Platte. Mit einer Kapazität von insgesamt 289 Betten bietet die Klinik umfassende medizinische Versorgung für Patienten mit Unfall- und Brandverletzungen.
Neben der Akutversorgung ist die Klinik auch auf die langfristige Rehabilitation spezialisiert und ist ebenfalls Standort des Rettungshubschraubers Christoph 9, der eine schnelle Versorgung von Notfallpatienten in der Region sicherstellt.
Dank ihrer Spezialisierung und ihres breiten medizinischen Angebots gilt die Klinik als eine der führenden Einrichtungen in Deutschland auf diesem Gebiet.

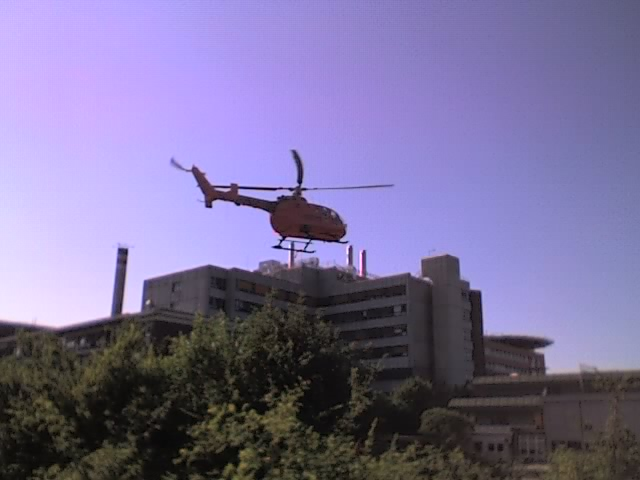
BG Klinikum Duisburg mit Rettungshubschrauber von der Sechs-Seen-Platte aus gesehen

## Verkehrsanbindung
Die Sechs-Seen-Platte ist sowohl mit dem Auto als auch mit öffentlichen Verkehrsmitteln gut erreichbar. In der Nähe verlaufen die Bundesautobahnen A3 und A59. Verschiedene Buslinien verbinden das Gebiet mit den umliegenden Stadtteilen und dem Duisburger Stadtzentrum. Auch Parkplätze sind in ausreichender Zahl vorhanden.

## Bedeutung
Die Sechs-Seen-Platte hat sowohl für die Stadt Duisburg als auch für die umliegende Region eine große Bedeutung als Naherholungsgebiet. Sie bietet nicht nur vielfältige Freizeitmöglichkeiten, sondern auch wertvolle Lebensräume für die heimische Flora und Fauna. Das Gebiet ist ein Beispiel für die erfolgreiche Umwandlung einer industriell geprägten Landschaft in ein attraktives Natur- und Erholungsgebiet.
Im Jahr 2010 diente der Wambachsee in Duisburg als einer der Drehorte für den deutschen Kinofilm Vorstadtkrokodile 3, den dritten Teil der gleichnamigen Filmreihe. Die Dreharbeiten fanden inmitten der natürlichen Uferlandschaft des Sees statt, insbesondere in ruhigen Bereichen mit dichter Vegetation. Der See wurde aufgrund seiner naturnahen Lage und der guten logistischen Anbindung ausgewählt. Die Naturkulisse des Wambachsees trug zur authentischen Atmosphäre der Filmszenen bei, die zum Teil Abenteuer- und Outdoor-Sequenzen beinhalteten.

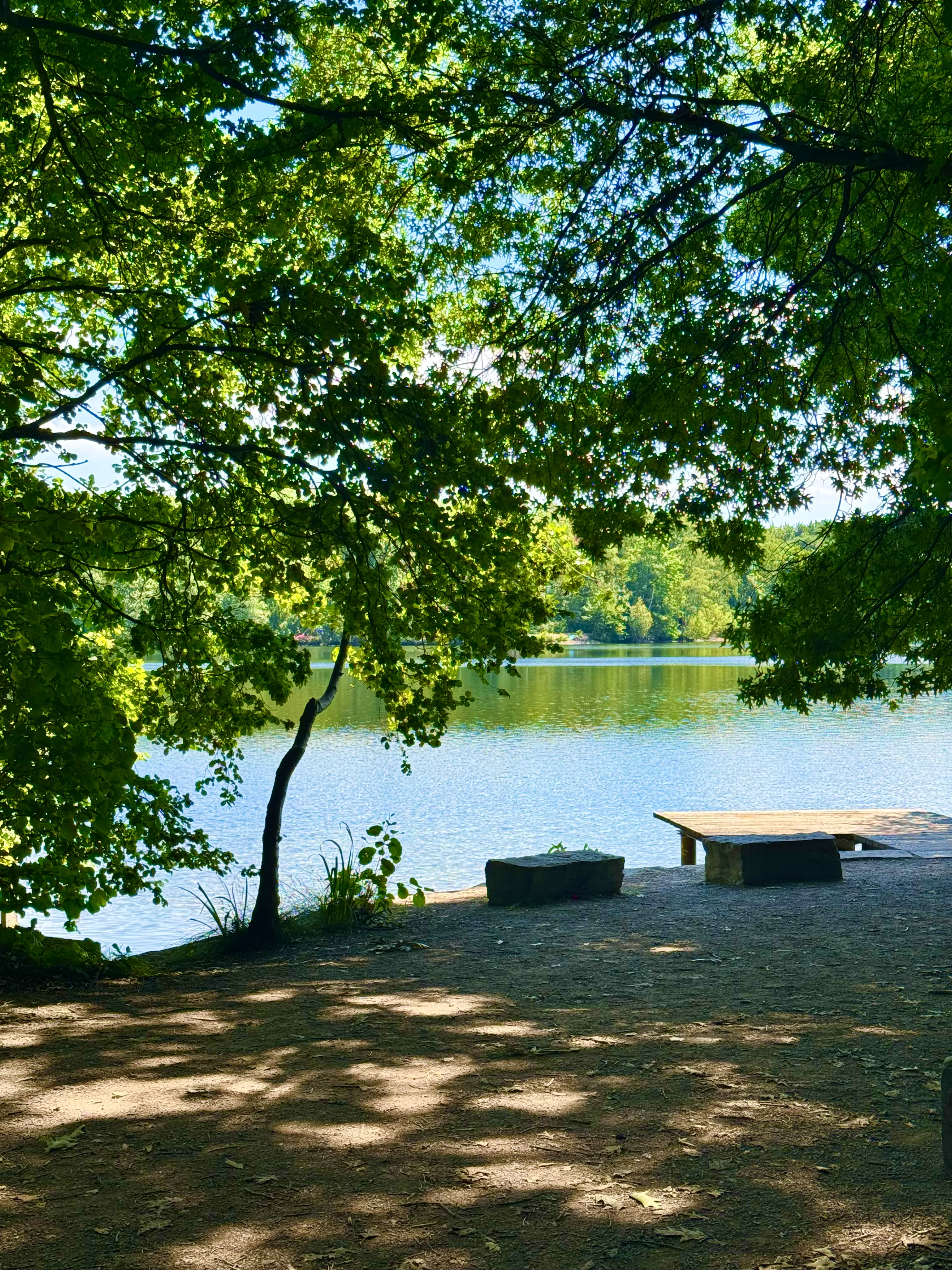
Böllertsee mit kleinem Steg

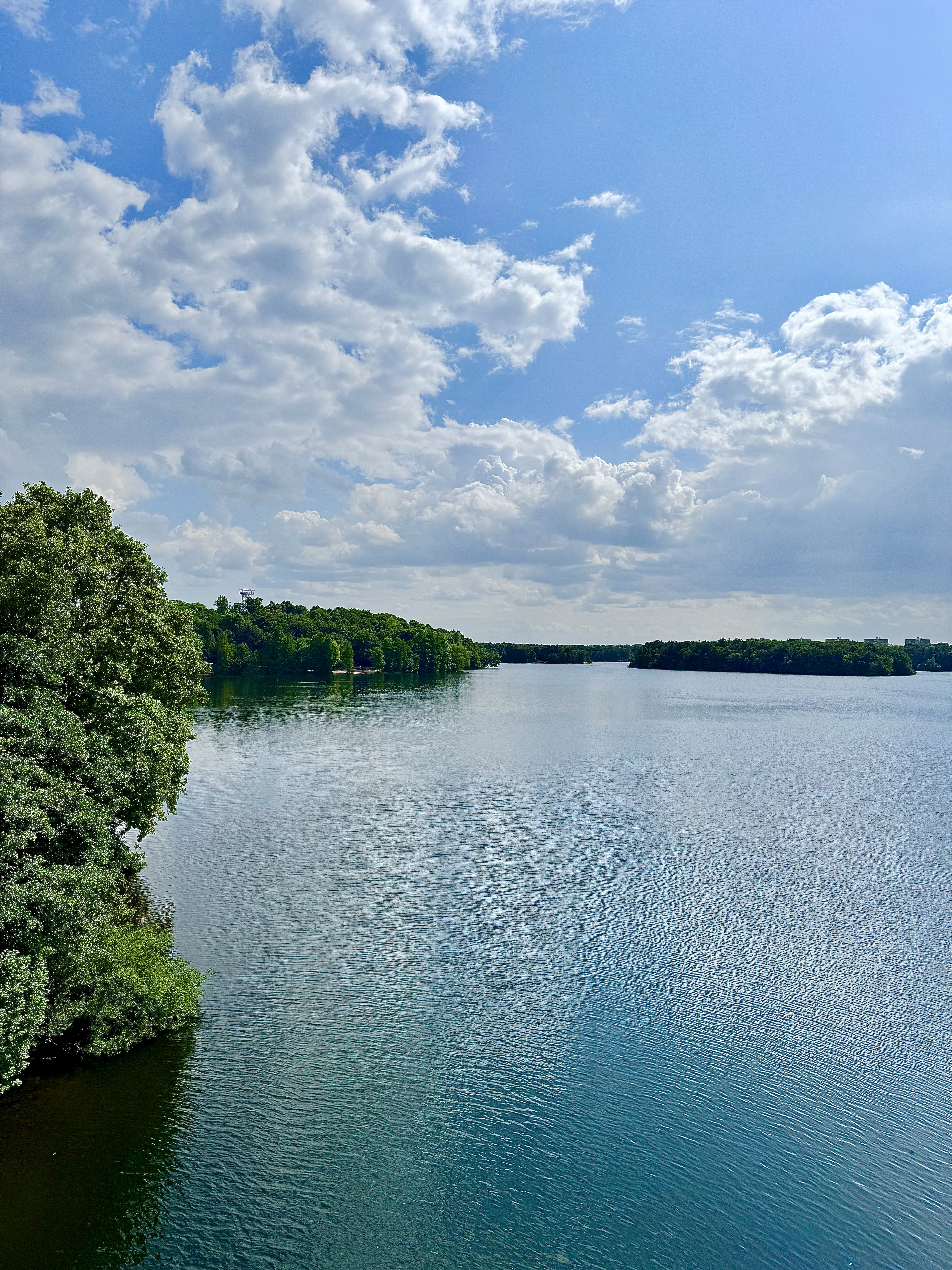
Sechs-Seen-Platte von der „Gelben Brücke“ aus gesehen

## 6-Seen-Wedau
In unmittelbarer Nähe zur Sechs-Seen-Platte, entsteht auf dem Gebiet des ehemaligen DB Rangierbahnhof Wedau ein neuer Stadtteil mit dem Namen „6-Seen-Wedau“. Das Projekt umfasst eine Fläche von mehr als 60 Hektar, auf der etwa 3.000 Wohneinheiten errichtet werden. Diese sollen rund 7.000 Menschen ein neues Zuhause bieten. Mehrere Straßennamen in dem Gebiet wurden nach dem Kinderbuch "Jim Knopf und Lukas der Lokomotivführer" benannt.
Der neue Stadtteil zeichnet sich durch eine moderne und gut ausgebaute Infrastruktur aus, die sowohl Einrichtungen zur Bildung und Betreuung als auch zahlreiche Angebote zur Nahversorgung umfasst. Zusätzlich wird die Nähe zur Sechs-Seen-Platte den Bewohnern vielfältige Freizeitmöglichkeiten in naturnaher Umgebung bieten, insbesondere Aktivitäten im und am Wasser.
Ziel des Projekts ist es, einen nachhaltigen und lebenswerten Stadtteil zu schaffen, der sowohl städtisches Wohnen als auch naturnahes Leben verbindet.